# ماریا هاکوبیان
ماریا تیگرانی هاکوبیان (ارمنی: Մարիա Տիգրանի Հակոբյան؛ انگلیسی: Maria Hakobyan زادهٔ ۱۹ سپتامبر ۱۹۲۱ - درگذشته ۱۲ ژوئیهٔ ۲۰۰۲)، شاعر اهل ارمنستان بود.

## زندگی‌نامه
وی در ۱۹ سپتامبر ۱۹۲۱ در گئورگیئفسک به دنیا آمد و از دانشگاه پزشکی آذربایجان (۱۹۴۲) فارغ‌التحصیل گشت. هامو ساهیان همسر وی بود. وی از سال ۱۹۶۴ عضو اتحادیه نویسندگان ارمنستان است. وی در آروغچاپاهوتیون و گراکان ترت فعالیت کرد.  وی در ۱۲ ژوئیه ۲۰۰۲ در سن ۸۰ سالگی در ایروان درگذشت و در آرامستان شاهومیان به خاک سپرده شد.